# Azionismo viennese
L'azionismo viennese (in tedesco Wiener Aktionismus) è una corrente artistica del Novecento. Tale corrente si sviluppa in Austria verso la prima metà degli anni sessanta e si può considerare affine alle contemporanee esperienze internazionali dello happening e della performance art.
Rispetto a questi ultimi, tuttavia, l'azionismo viennese è molto meno noto, forse in quanto incapace di suscitare reazioni nel pubblico, che viene messo in imbarazzo e non si dimostra solidale né protettivo nemmeno quando gli azionisti mettono a repentaglio la propria vita.

## Tematiche
Rispetto ad happening e performance, l'azionismo viennese si caratterizza per un uso insistente di immagini e tematiche di matrice psicologistica, sado-masochistica e autolesionistica, ispirate da un diffuso atteggiamento dissacrante, a tratti profanatorio, nei confronti dei simboli religiosi, delle funzioni del corpo e delle pratiche sessuali. Questi elementi hanno portato, soprattutto nei primi anni di attività del gruppo, a diverse denunce e condanne legali nei confronti dei suoi componenti. Nel 1991  Otto Mühl viene condannato a 7 anni di reclusione per "manipolazione psichica". Dopo aver scontato la pena, si trasferisce in un paesino in Portogallo, dov'è vissuto fino alla sua morte, avvenuta nel 2013 all'età di 87 anni.
In sostanza, la pratica dell'azionismo significa l'esperienza di un progressivo passaggio, da parte di alcuni pittori austriaci della stessa generazione, dal medium pittorico tradizionale rappresentato dalla tela, dai pennelli e dai colori, all'uso del proprio corpo e delle proprie azioni come elementi espressivi. Il colore si trasferisce dalla superficie della tela a quella del corpo umano e viene in seguito ad essere sostituito dal sangue o da altri fluidi corporali, da cibi o da viscere di animali, in azioni che invadono lo spazio circostante, a volte scomposte e imprevedibili, a volte progettate nei dettagli. Tali azioni possono sconfinare, come nel caso di Hermann Nitsch, nella messa in scena di riti parareligiosi a scopo terapeutico e catartico (con riferimenti alla liturgia cristiana e alla tragedia greca classica) che durano giornate intere e a cui partecipano numerose persone, inglobando sensazioni sia erotiche che di disgusto senza soluzione di continuità (Nitsch definisce il suo operato Orgien-Mysterien Theater, "Teatro delle Orge e dei Misteri").

## Artisti
L'azionismo viennese non si definisce in base a un "manifesto" specifico che ne descriva i presupposti stilistici, semmai tramite i molti testi e dichiarazioni individuali dei suoi componenti. Attraverso azioni individuali e collettive, foto, pitture, disegni, film, testi critici e poetici, i suoi principali rappresentanti - gli artisti Günter Brus, Abino Byrolle, Otto Mühl, Hermann Nitsch, Christian Ludwig Attersee e Rudolf Schwarzkogler - hanno inteso reagire in modo drastico a un certo accademismo, arretratezza e chiusura mentale della cultura austriaca ufficiale del dopoguerra. Nella loro formazione artistica non è comunque esente un influsso della tradizione pittorica e teatrale dell'espressionismo austriaco (Egon Schiele, Oskar Kokoschka, Richard Gerlst, Arnold Schönberg), della psicoanalisi (Sigmund Freud, Carl Gustav Jung) e in generale del simbolismo e del decadentismo mitteleuropeo (Gustav Klimt, Alfred Kubin). 
Nel gruppo storico degli azionisti si può collocare anche il più appartato Arnulf Rainer, artista attivo dagli anni '50, il quale, attraverso autorappresentazioni fotografiche con interventi di pittura gestuale, ha sviluppato tra gli anni '60 e '70 un lavoro sul corpo non distante dal clima "psichiatrico" degli altri componenti del gruppo. Dal punto di vista teorico-critico, il lavoro degli azionisti viennesi è stato seguito in modo particolare da alcuni critici d'arte come Arnulf Meifert e Peter Weiermaier. Al gruppo adrerirono anche artisti di altre nazionalità, fra cui l'italiano Ivano Fabbri,  in arte Fabbriano.
Per via del suo carattere estremo, alcuni artisti del gruppo non sono più attivi nell'ambito dell'azionismo: Schwarzkogler è morto suicida nel 1969; Brus, dopo la sua ultima azione Zerreissprobe, dal 1970 prosegue con successo la sua attività nel campo dei Bild-Dichtungen (poesie da lui scritte e illustrate). Tutti i componenti dell'azionismo viennese hanno avuto, nel corso degli anni e fino al giorno d'oggi, riconoscimenti ed esposizioni in diverse gallerie e musei di rilevanza internazionale.